# Cantó de Montuèg
El cantó de Montuèg és un cantó francès del departament de Tarn i Garona, situat al districte de Montalban. Té 9 municipis i el cap és Montuèg.

## Municipis
- La Cort de Sent Pèire
- Bressòls
- Montuèg
- Escatalens
- Finhan
- Montbartièr
- Montbeton
- Sent Porquièr
- La Vila Dieu del Temple

## Història
| Data d'elecció                           | Identitat        | Partit | Qualitat |
| ---------------------------------------- | ---------------- | ------ | -------- |
| 1982-                                    | Jacques Moignard | PS     |          |
| les dades anteriors no són pas conegudes |                  |        |          |
|                                          |                  |        |          |